# Corynanthe mayumbensis
Corynanthe mayumbensis är en måreväxtart som först beskrevs av Ronald D'Oyley Good, och fick sitt nu gällande namn av Nicolas Hallé. Corynanthe mayumbensis ingår i släktet Corynanthe och familjen måreväxter. Inga underarter finns listade i Catalogue of Life.